# TV (auto)
Onder de typebenaming TV produceerde de Roemeense fabrikant Uzina Autobuzul București (later Rocar) kleine vrachtwagens.

## Geschiedenis
In 1956 werd door Autobuzul de eerste bus gebouwd op een vrachtwagenchassis, in 1958 werd het productieprogramma uitgebreid met de kleine vrachtwagens TV 4 en TV 5 (4x4) voor het vervoer van passagiers en goederen van laag tonnage. De naam TV kwam van de initialen van de Roemeense nationale held Tudor Vladimirescu. De TV had de techniek van de ARO M461 (50 pk, topsnelheid 80 km/u). Op bepaalde exportmarkten zoals bijvoorbeeld het Verenigd Koninkrijk hanteerde men daarom de namen TV Tudor of ARO TV. In Portugal werden ze onder de naam Tagus (Taag) en in Italië als TV Ciemme verkocht.
Met het mechaniek van de ARO M473 (70 pk, topsnelheid 100 km/u) en een gewijzigde carrosserie ontstonden in 1964 de TV 41 en TV 51 (4x4). Er verschenen verschillende varianten: minibus, furgon (bestelwagen), camion (pick-up) en ambulance.
In 1973 begon de serieproductie van de TV 12 (benzine, 80 pk) en  TV 14 (diesel, 68 pk). De D127-dieselmotor van de TV 14 was gebaseerd op de Roemeense licentieproductie van Fiat-tractoren. Vanaf dat moment was de carrosserie wat verfijnder afgewerkt met een minder primitieve grille, een eendelige voorruit en zijpanelen met een ribbelprofiel. Sommige uitvoeringen hadden geen achter- maar vierwielaandrijving. De TV's hadden een laadvermogen van circa 1400 kilo en waren daarom ook in andere Oostbloklanden gevraagd. Ter vergelijking: de Barkas B1000 had een laadvermogen van 1000 kilo maar de TV had in tegenstelling tot de Barkas geen comfortabele torsievering maar een separaat chassis met bladveren. Door hun rauwe techniek en afwerking kregen de TV-modellen in de DDR de bijnaam balkanwraak en balkanezel.
Op basis van de TV 12 en TV 14 gingen in 1983 de TV 15 en TV 35 in productie. Het laadvermogen was verhoogd tot 1500 resp. 1900 kg. De TV 35 was daartoe uitgerust met dubbele banden op de achteras. Sommige uitvoeringen hadden een verlengde wielbasis.
In 1993, na het einde van de communistische dictatuur van Nicolae Ceaușescu, werd Autobuzul geprivatiseerd en omgedoopt tot Rocar. De TV bleef in productie maar de introductie van nieuwigheden als een vierversnellingsbak, een brede kunststof grille en een dieselmotor van Renault konden niet voorkomen dat de belangstelling voor het verouderde model terugliep. De productie van de TV-modellen werd gestaakt in 1996.